# Pablo de Azcárate
Pablo de Azcárate y Flórez (Madrid, 1890-Ginebra, 1971) fue un político, jurisconsulto, diplomático e historiador español. Originario de una familia de gran tradición liberal, era sobrino de Gumersindo de Azcárate y nieto de Patricio de Azcárate.
Comenzó su carrera diplomática en la recién formada Sociedad de las Naciones, que abandonó para actuar como embajador del gobierno de la Segunda República en Londres durante la guerra civil española, lo que le obligó a exiliarse al término de la misma.
Se dedicó después a la búsqueda de ayuda para los republicanos que habían abandonado el país, a través del Servicio de Evacuación de Refugiados Españoles. En 1948, fue enviado por la ONU como comisionado para la Tregua en Palestina, y después ejerció como secretario de la Comisión de Conciliación de la ONU que entre 1949 y 1952 buscó una solución al conflicto árabe-israelí.
Posteriormente se retiró a Suiza, donde se dedicó a escribir varios libros y ensayos basados en sus experiencias. Estas obras y sus archivos particulares han sido utilizados como referencia y se consideran de un gran valor documental.

## Biografía

### Familia y formación

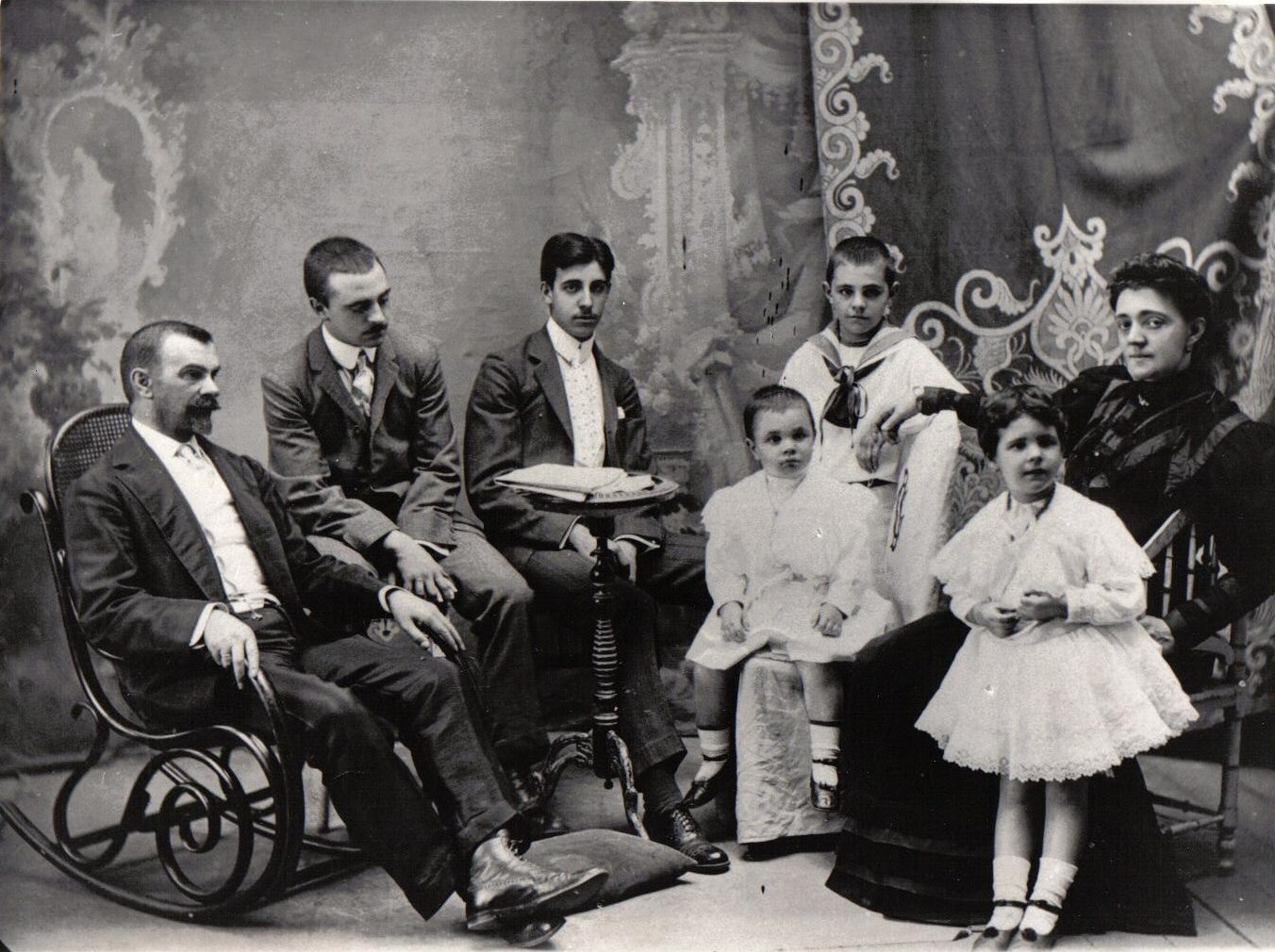
Imagen familiar de la familia Azcárate tomada en 1907. De izquierda a derecha: Cayo de Azcárate (padre), Patricio, Pablo, Justino, Luis (detrás), María y Eulalia Flórez (tía y madrastra).

Pablo de Azcárate formaba parte de una familia leonesa de gran tradición liberal, llegada de Navarra en 1770. Era sobrino de Gumersindo de Azcárate y nieto de Patricio de Azcárate. Su padre, Cayo de Azcárate Menéndez (1852-1923), era un coronel de ingenieros liberal, que de 1912 a 1917 tuvo a su mando el Regimiento de Telégrafos de El Pardo (después llamado "Regimiento de Transmisiones"), que estuvo destinado en Larache de 1914 a 1917 durante la guerra del Rif. Un primo suyo, Gumersindo de Azcárate Gómez, también era militar y llegaría a ocupar diversos destinos militares. Después del nacimiento de su último hijo, Justino, falleció su esposa, Delfina Flórez, y Cayo se casó con su cuñada, Eulalia Flórez. A pesar de residir en Madrid, la familia Azcárate era originaria de León, donde poseían una casa solariega que fue utilizada estacionariamente por Pablo, en la localidad de Villimer.
Pablo se formó en la Institución Libre de Enseñanza, de acuerdo con la tradición liberal y republicana de su familia. Tras estudiar Derecho en Madrid, y dentro de los programas de la Junta para Ampliación de Estudios, completó su formación en Francia e Inglaterra, donde comenzó su vocación internacionalista.
Fue catedrático de derecho administrativo en la Universidad de Santiago, donde obtuvo plaza en 1918, época en la que inició su carrera política. En 1918 fue elegido diputado a Cortes por la circunscripción de León por el Partido Reformista de Melquíades Álvarez, influido por Luis de Zulueta y Manuel Azaña. Posteriormente, continuó su cátedra en la Universidad de Granada, hasta que solicitó la excedencia para comenzar su carrera diplomática.

### Sociedad de las Naciones

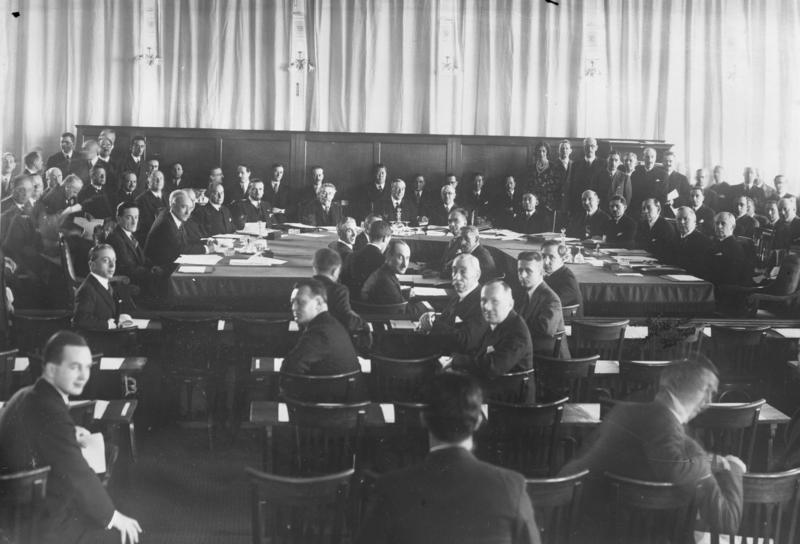
Reunión del Secretariado de la Sociedad de las Naciones en Ginebra, en enero de 1931.

En 1922 entró a formar parte de la dirección técnica de la Sociedad de las Naciones, con sede en Ginebra y creada en 1919 con el fin de establecer las bases para la paz mundial, siendo nombrado en 1931 director del Departamento de Asuntos de Protección de Minorías Étnicas, sustituyendo al diplomático noruego Erik Colban.
Ya en 1931 se tuvo que enfrentar a los conflictos étnicos en Alta Silesia, en la zona bajo soberanía de la Segunda República Polaca, cuya importante población de origen alemán denunció el trato que sufría. El asunto se solucionó con una tibia condena a la política polaca de represión, que no contentó a Alemania. En un ámbito similar, abordó en 1932 el problema de la minoría székely, una etnia de identidad húngara ubicada en territorio rumano. Para ello se desplazó a Rumanía, donde se entrevistó con representantes székely. Tras estudiar el caso, el Comité decidió adoptar una solución de compromiso, entregando algunas tierras en propiedad a los székely, aunque fue considerada una solución a corto plazo.
Estos casos hicieron madurar en Azcárate algunos conceptosː se convirtió en firme defensor de las minorías y años más tarde denunció que la Carta de las Naciones Unidas no incluía ninguna disposición que tratase el problema.
Aunque se mantuvo en el cargo hasta 1934, de 1933 a 1936 ejerció también como secretario general adjunto de la Sociedad de las Naciones.

### Guerra Civil

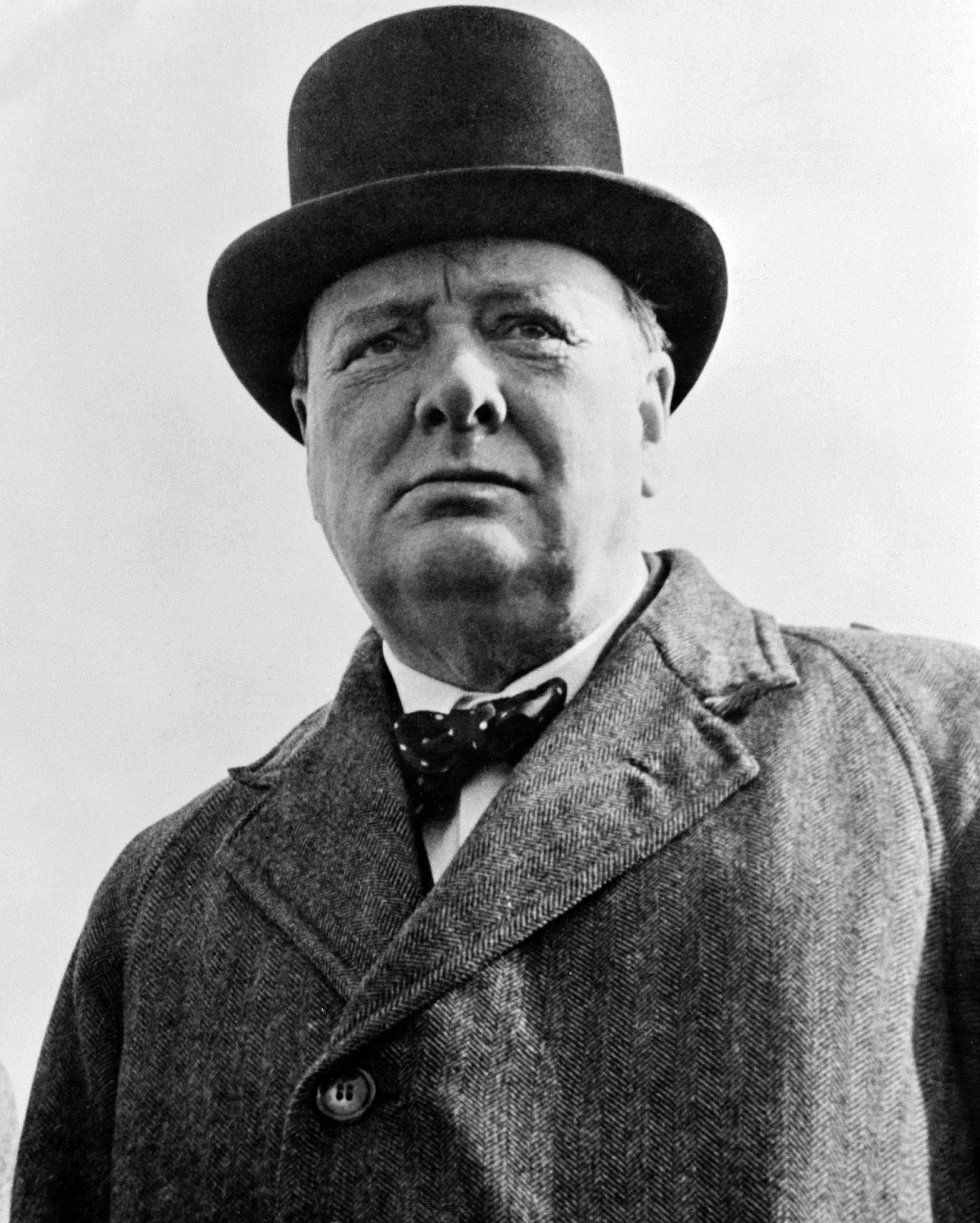
Azcárate fue recibido con animadversión por parte de los sectores más conservadores de la clase política británica, recelosos de la Segunda República Española. Uno de los gestos más sonados fue el protagonizado por Winston Churchill, que rehusó estrechar la mano del diplomático español durante una recepción.

Tras el estallido de la guerra civil española, pasó unos días en París ayudando a Fernando de los Ríos a reorganizar la embajada española (un auténtico mercado de ofertas de armas, según sus propias palabras), de la que después se haría cargo Álvaro de Albornoz. Renunció a su cargo en la Sociedad de las Naciones, y el 13 de septiembre asumió el puesto de embajador del gobierno republicano en Londres, donde buscó el apoyo del gobierno británico para la República, aunque Neville Chamberlain proclamó la no intervención en 1937. Desde la embajada, consiguió atenuar las simpatías que en un principio mostró la sociedad británica por los sublevados. Mantuvo contactos constantes con los diputados de los partidos simpatizantes, proporcionándoles información y datos que pudieran ser utilizados en las sesiones del Parlamento Británico. Sus gestiones durante esos tres años fueron ingentes, y siempre lamentó profundamente el nulo apoyo prestado por las autoridades británicas a los republicanos españoles, como plasmó en su libro Mi embajada en Londres durante la Guerra Civil Española.

#### 1936
Azcárate, que contaba con relaciones en el Foreign Office de su etapa como secretario adjunto de la Sociedad de las Naciones, no fue bien recibido por los sectores más conservadores de la política británica, especialmente por Winston Churchill, que rechazó estrechar su mano durante una recepción. Mientras, su hijo Manuel, dirigente de las Juventudes Socialistas Unificadas, encabezó una delegación a los Estados Unidos, donde durante dos meses dio a conocer la realidad republicana española.

#### 1937
En febrero, ante la Sociedad de las Naciones, Azcárate consideró un error la propuesta anglo-italiana, secundada por Francia, de impedir la entrada de voluntarios en España. Precisamente en marzo, envió al Foreign Office pruebas documentadas de la intervención italiana en la contienda española, solicitando su presentación ante el Comité de No Intervención, aunque su propuesta no prosperó. El 12 de mayo asistió, junto con Julián Besteiro, que se había hospedado en su residencia, a la coronación del rey Jorge VI, visita que aprovechó Besteiro para entrevistarse el día anterior con Anthony Eden, secretario de Estado del Foreign Office, con el fin de buscar una mediación en el conflicto español, aunque según Azcárate no obtuvo más que "buenas palabras".
El 20 de junio, Frederic G. Kenyon —exdirector del Museo Británico— publicó en The Times sus sospechas de que el patrimonio pictórico español se encontraba deteriorado o incluso en el extranjero, a lo que respondió Azcárate desde las mismas páginas del diario invitando a Kenyon a visitarlo. Este se desplazó a España en septiembre para hacer las pertinentes comprobaciones y regresó a Londres confirmando el buen estado de las principales obras, y posando para The Times en una fotografía junto a Las meninas, una de las obras sobre las que circulaban más rumores.
El 1 de julio, Azcárate asistió en París, junto al presidente del gobierno republicano Juan Negrín y el embajador en Francia, Ángel Ossorio y Gallardo, a una reunión con Léon Blum y el nuevo jefe del gobierno francés, Camille Chautemps, con el fin de recabar el apoyo francés para su causa, ante el peligro que suponía la intervención de la Alemania nazi y la Italia fascista. A pesar de que se produjo un principio de acuerdo, su apoyo no llegó a materializarse. La inestabilidad política de Francia pudo jugar también un importante papel en este hecho.
A finales de año, su hermano Justino, que había sido hecho prisionero por los sublevados en León nada más comenzar la guerra, fue canjeado en un intercambio de prisioneros por Raimundo Fernández-Cuesta y pasó también a Francia. No fue el caso de su primo Gumersindo, que había sido hecho prisionero por los franquistas tras la conquista de Bilbao y que sería fusilado por estos.

#### 1938
Durante todo el año, además de las gestiones habituales durante el conflicto civil, se dedicó a hacer llegar información al gobierno británico sobre los excesos cometidos por el bando sublevado contra la población civil, especialmente las cifras de muertos por bombardeos.
En junio, elevó una protesta al Foreign Office, a través del ministro Halifax, por los bombardeos sobre la población civil llevados a cabo en Alicante (25 de mayo) y Granollers (31 de mayo). Halifax le tranquilizó diciéndole que enviaría una carta de protesta al gobierno de Burgos. En julio, fue el encargado de comunicar al gobierno británico la decisión de Negrín de aceptar la propuesta del Foreign Office de retirar de la contienda a los voluntarios extranjeros de ambos bandos, lo que afectaba a las Brigadas Internacionales. Al final de la guerra, junto con muchos otros intelectuales, fue sometido por el gobierno franquista a la retirada de su condición de catedrático. Esta depuración se produjo mediante Orden Ministerial en febrero de 1939, junto a otros destacados catedráticos (ver recuadro).

#### 1939
A mediados de febrero de 1939, actuó como intermediario del gobierno de Juan Negrín ante el gobierno británico para una posible mediación de este en el alto el fuego. Según Chamberlain: «El Gobierno de Su Majestad tiene el mayor afán por ver que la guerra termine en España sin más derramamiento de sangre, y mantendrá relaciones con ambas partes por si desean sus servicios para reunirlas». A pesar de las negociaciones entre Azcárate y el secretario del Exterior, el vizconde Halifax, para intentar alcanzar unas buenas condiciones de retirada, la respuesta de Franco —a través del duque de Alba, representante de los sublevados en Londres— fue tajante y exigió la rendición incondicional del gobierno de la República, por lo que las negociaciones quedaron rotas. En este sentido, diversos estudios apuntan que, a pesar de las inquietudes existentes, el gobierno británico no era consciente de las terribles represalias que sufrirían los vencidos, y no hizo valer su influencia para evitarlo. Finalmente, el 27 de febrero de 1939, los gobiernos de Francia y Gran Bretaña hicieron público su reconocimiento del gobierno del general Franco, tras lo cual Azcárate renunció al puesto de embajador. El 8 de marzo tomó posesión del puesto Jacobo Fitz-James Stuart y Falcó, duque de Alba.

### Posguerra
Ante lo complicado de su situación, no regresó a España, pero continuó defendiendo la causa republicana. Desde el exilio de Francia coordinó, como presidente desde el 27 de marzo, el Servicio de Evacuación de Refugiados Españoles (SERE), una organización creada por Juan Negrín que tenía la función de ayudar a los refugiados españoles huidos del franquismo y que tenía su sede en París. Gracias a este servicio, muchos republicanos consiguieron huir a México, Chile o Argentina. Dentro de sus actividades en el SERE, Azcárate llevó a cabo frecuentes visitas a los campos de refugiados del sur de Francia, en una de las cuales (al campo de concentración de Argelès-sur-Mer) fue acompañado por su hijo Manuel, que describiría el lugar como «un espectáculo estremecedor». Abandonó su actividad en el SERE en octubre de 1939, tomando el puesto Tomás Bilbao.
En plena Segunda Guerra Mundial, y debido al avance del ejército nazi en Francia, Azcárate volvió a Londres, donde estableció una importante infraestructura que permitió a los exiliados desarrollar una destacada actividad cultural. Allí habitó en su residencia de Taplow junto a su esposa y varios de sus hijos y nietos. En Gran Bretaña también buscaron refugio dirigentes republicanos como Negrín, Santiago Casares Quiroga, Francisco Méndez Aspe, Manuel de Irujo y Carles Pi i Sunyer. En agosto de 1941 constituyó la Asociación de Exiliados Españoles, donde desarrolló una ingente labor, que incluía charlas, y donde logró reunir a numerosos exiliados. Tras la Segunda Guerra Mundial, impartió cursos para estudiantes de español en la Universidad de Cambridge. En estos cursos compartió docencia con exiliados correligionarios suyos como Margarita Comas Camps, José Castillejo, Eduardo Martínez Torner y Esteban Salazar Chapela, que acabaron sus días en Londres. Allí se tributó el 30 de mayo de 1945 un concurrido homenaje a Pau Casals, con discursos de Azcárate y del propio Casals ante embajadores y ministros latinoamericanos. También colaboró con publicaciones de los exiliados republicanos, como la revista Independencia, de cuyo consejo de redacción llegó a formar parte. Todas estas actividades llevaron al régimen de Franco a someterle a una estrecha vigilancia a través de su embajador en Londres, el duque de Alba, que enviaba frecuentes informes sobre las mismas.

### Mediación en Palestina

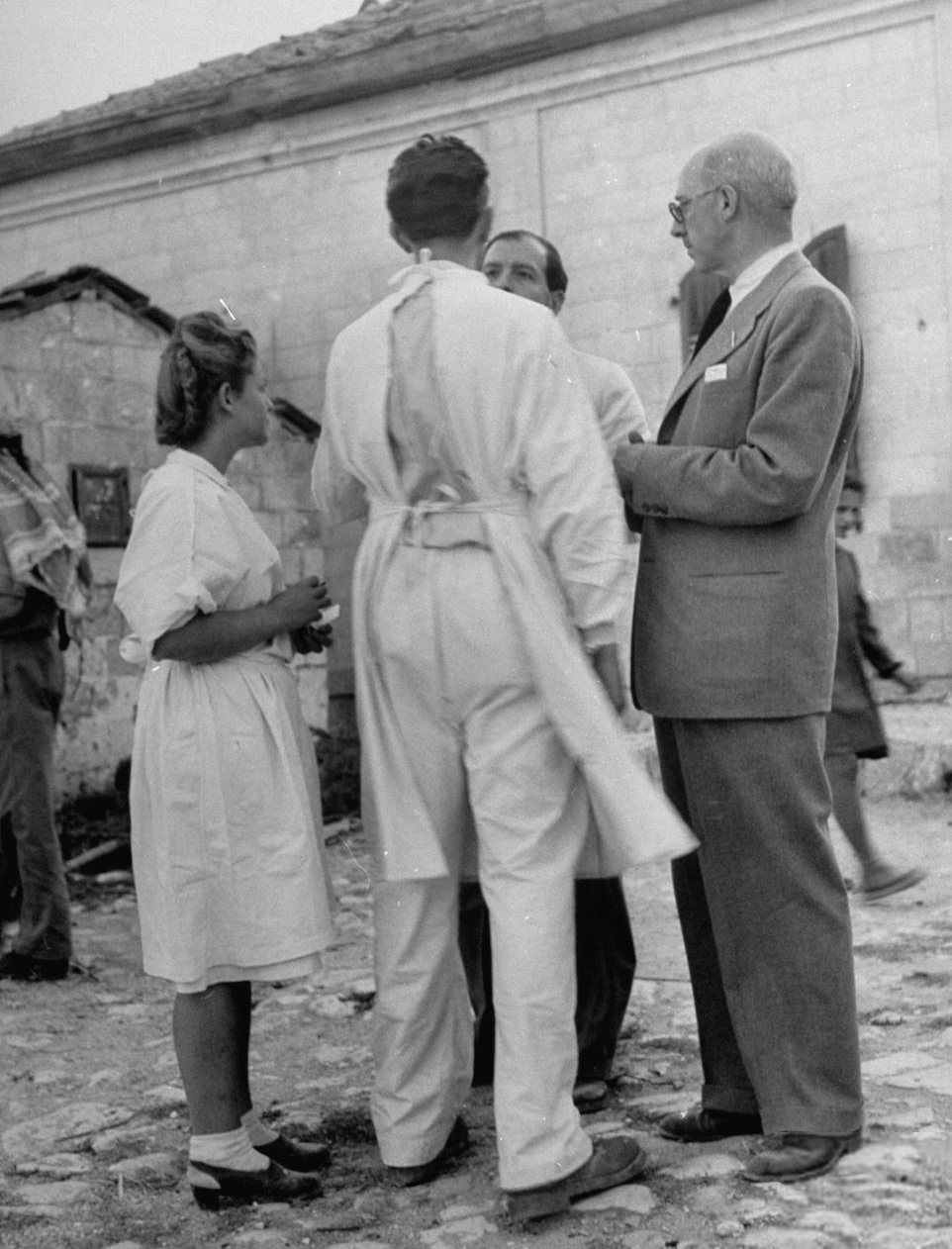
Pablo de Azcárate (derecha), de la Comisión para la Tregua de las Naciones Unidas, hablando con varios médicos y una enfermera en Jerusalén, el 1 de junio de 1948.

En 1946 entró a formar parte de la recién creada Organización de las Naciones Unidas (ONU), como muchos otros antiguos miembros de la Secretaría de la Sociedad de las Naciones. Dos años después, en 1948, fue nombrado por la organización secretario general adjunto de la Comisión de Palestina, encargado de mediar en la pacificación de Palestina, donde finalizaba el mandato británico, y que se encontraba sumida en plena guerra civil. Posteriormente formó parte de la Comisión Consular de Tregua y desempeñó el puesto de comisario municipal de Jerusalén. Este cargo de comisionado le había sido adjudicado a Harold Evans, un cuáquero estadounidense que lo había aceptado a condición de no asumir sus funciones hasta que se hubiera restablecido la paz, por lo que se mantuvo en El Cairo hasta que ese momento llegase, ejerciendo Azcárate sus funciones.
Nada más producirse su designación, el gobierno de Franco comunicó a los países árabes que Azcárate no era reconocido legítimamente por su régimen, intentando desprestigiar la figura del diplomático español.
Llegó a Jerusalén el 2 de marzo de 1948, cuando las fuerzas británicas preparaban su evacuación del Mandato, y el 15 de mayo se desencadenó la guerra árabe-israelí de 1948. Los seis miembros de la comisión encabezada por Azcárate encontraron muy poca colaboración de los británicos. El diplomático español definió el barrio judío como:

...una de las aglomeraciones urbanas más insalubres, tal vez, del mundo (...) por muy malas que sean las condiciones actuales o futuras en las que su población sea obligada a vivir, nunca serían peores o incluso iguales a la miseria que rodeaba sus sórdidas viviendas de la ciudad vieja de Jerusalén.

Mapa del Plan de la ONU para la partición de Palestina de 1947. Se puede observar que Jerusalén, adonde había sido enviado Azcárate, quedaba bajo control de la ONU.

Según el exoficial del Foreign Office H. Eugene Bovis, «Azcárate asumió las funciones de Comisionado Municipal con valentía y vigor, pero en aquellas circunstancias, su misión era imposible. No tenía fuerzas militares a su disposición con las que restaurar o mantener el orden». Según Bovis, la parte judía de la ciudad se había organizado como municipio antes de la salida de los británicos, y sus representantes se ofrecieron para cooperar con Azcárate. En la zona árabe no había ningún tipo de organización, y cuando llegó la Legión Árabe, su comandante Abdullah el-Tell se negó a cooperar, alegando que la única autoridad existente era la militar. Entonces Azcárate se desplazó a Amán (Transjordania), donde intentó lograr la mediación del rey Abdullah I, pero el monarca objetó que no era aceptable ningún tipo de autoridad internacional en Jerusalén.
Ante la gravedad de la situación, Azcárate envió un telegrama urgente el 26 de mayo al secretario general de las Naciones Unidas, Trygve Lie, informándole de las condiciones en que se encontraba la ciudad. Pese a todo, fue testigo, el 28 de mayo, de la rendición de las fuerzas de Haganah, que defendían el barrio judío jerosolimitano, ante la ofensiva de la Legión Árabe, suceso tras el cual se declaró una tregua. Así las cosas, el 4 de junio se desplazó a El Cairo e informó a Evans de la situación. Este, tras una breve visita a Jerusalén con el mediador de la ONU Folke Bernadotte, renunció a su cargo y regresó a Estados Unidos. Tras esto, el cargo de comisionado especial municipal fue eliminado por la organización.
De junio a diciembre del mismo año, Azcárate ejerció como representante del mediador de las Naciones Unidas (primero Bernadotte, hasta su asesinato en septiembre, y después Ralph Bunche) con Egipto y la Liga Árabe. Tras este período, fue nombrado secretario de la Comisión de Conciliación, que organizó varias reuniones y dos conferencias: Lausana (mayo de 1949) y París (septiembre de 1951), con el fin de alcanzar un acuerdo entre palestinos e israelíes, pero que no condujeron a ninguna solución. Poco después, escribió:

Y lo que es de desear, en interés de los mismos refugiados, es que cuanto antes se ponga término a esta estéril y desmoralizadora controversia. Las dos partes deberían dejar de buscar una cabeza de turco y reunir sus esfuerzos para liquidar este problema de los refugiados árabes de Palestina que, no sólo constituye un peligro internacional, sino que perjudica la reputación de todos los pueblos del Próximo Oriente, tanto en el orden de la eficacia como en el de la humanidad.

### Últimos años. Legado
Retiro en Ginebra

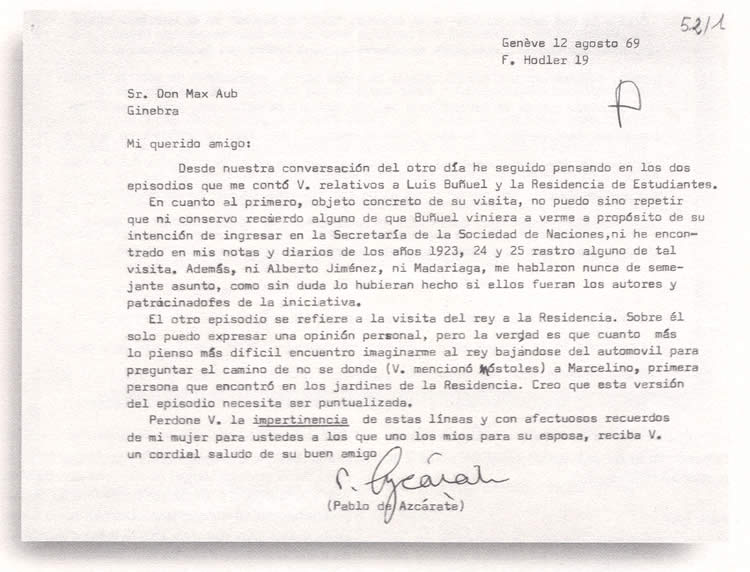
Carta mecanografiada perteneciente a la correspondencia entre Azcárate y Max Aub, fechada el 12 de agosto de 1969 y referente a una supuesta petición de Luis Buñuel de ingresar en la Sociedad de las Naciones que Aub quería incluir en una biografía del cineasta. El original se encuentra depositado en la Fundación Max Aub, que gestiona el fondo documental del escritor.

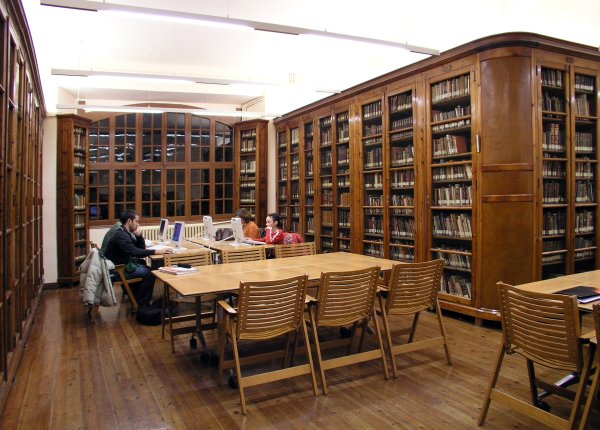
La Biblioteca Azcárate de León, donada por Pablo y sus hermanos a la Fundación Sierra-Pambley. La biblioteca formaba parte del legado de su tío Gumersindo de Azcárate.

En 1952 se jubiló de su carrera diplomática y se retiró a Ginebra, donde dedicó sus últimos años a escribir sobre sus vivencias. Alternó su estancia en Suiza con visitas esporádicas a su casa de Versalles, donde se había establecido su hijo Manuel Azcárate, y que sirvió de refugio temporal para otros exiliados como Juan Negrín, Blas de Otero y Julián Grimau. El 22 de febrero de 1959, participó en Colliure (Francia) en el acto de homenaje con motivo del vigésimo aniversario de la muerte de Antonio Machado, donde pronunció un discurso sobre la figura del poeta.
Dentro de su obra literaria en esta época cabe destacar Wellington y España, publicado en 1960, escrito tras estudiar minuciosamente los despachos del duque de Wellington durante la Guerra de la Independencia Española, con el que desmonta la versión del militar británico sobre el protagonismo de los ejércitos españoles en la batalla de Talavera de 1809. Pero quizás su obra más relevante por su importancia histórica fue Misión en Palestina: nacimiento del Estado de Israel, publicada en español y en inglés (en 1966, como Mission in Palestine, 1948-1952), basada en su experiencia como mediador y utilizada como referencia en buena cantidad de libros posteriores alusivos al conflicto árabe-israelí. Misión en Palestina fue publicado en España en 1968 por la editora Tecnos, creada por Enrique Tierno Galván, y dentro de su serie de Relaciones Internacionales dirigida por Antonio Truyol. Según publicó el diario ABC de Madrid en su presentación, «la azarosa experiencia vivida durante cuatro años, de difícil negociación y de riesgos, sobre el territorio de Palestina es relatada [por Azcárate] con una ecuanimidad y un lujo de detalles sin precedentes».
En 1968 donó el importante fondo documental "Gumersindo de Azcárate" a la Institución Libre de Enseñanza, y poco antes de morir hizo lo propio con el fondo "Sanz del Río". Actualmente estos fondos son gestionados por la Fundación Francisco Giner de los Ríos.
Legado
Pablo de Azcárate falleció en Ginebra en diciembre de 1971, a la edad de ochenta y un años. Su hijo Manuel Azcárate fue dirigente del Partido Comunista de España (PCE) hasta 1981. Manuel publicó en 1994 el libro Derrotas y esperanzas (Tusquets Editores, Premio Comillas 1994) en el que daba a conocer parte de los diarios escritos por su padre, y a través del cual se conocieron episodios históricos inéditos, como el ofrecimiento de Juan Negrín a Franco, en otoño de 1939, de una importante cantidad de bienes de los que aún disponía el gobierno republicano a cambio de una amnistía para los refugiados que sobrevivían en terribles condiciones en los campos de concentración del sur de Francia, opción que fue rechazada por Franco.
El 21 de octubre de 1987, y tras recibir en Ginebra la Medalla Nansen del alto comisionado de las Naciones Unidas para los Refugiados, el rey Juan Carlos I de España recordó en su discurso la gran contribución de Salvador de Madariaga y Pablo de Azcárate con la organización.
En los años 2000, el Ayuntamiento de León le concedió una calle, situada en el moderno barrio de Eras de Renueva (42°36′50″N 5°35′44″O / 42.6138639, -5.5955448).
Sus archivos particulares han sido utilizados como referencia y se consideran de un gran valor documental. En 2009, el Ministerio de Cultura de España adquirió 225 carpetas con recortes de prensa de diversos países que formaban parte del Servicio de Información Diplomática de España del que fue director.

## Obra
La obra literaria de Azcárate comprende traducciones de clásicos como John Stuart Mill y Robert Filmer, apuntes personales y otras publicaciones. De sus vivencias en los ámbitos de la docencia, la política y la diplomacia, publicó los siguientes libros y ensayos:
- El régimen parroquial en Inglaterra (1912)[1]
- La intervención administrativa del Estado en los ferrocarriles (1917)[1]
- La guerra y los servicios públicos de carácter industrial (1921)[1]
- La Liga de las Naciones y las minorías nacionales (1944)[1]
- Spain: past and future (1945)[63]
- Memoria sobre Los "Vaughan Papers" (1957)[64]
- La intervención nazi-fascista en la guerra de España (1957)[65]
- La guerra hispano-americana (1960)[1]
- Wellington y España (1960)[1]
- Mission in Palestine, 1948-1952 (1966)[64]
- La cuestión universitaria: epistolario de Francisco Giner de los Ríos (1967)[64]
- La guerra del 98 (1968)[64]
- Misión en Palestina: nacimiento del Estado de Israel (1968)[64]
- Gumersindo de Azcárate, estudio biográfico documental (1969)[64]
- Sanz del Río (1814-1896) (1969)[64]
- Tres rincones del siglo XIX leonés (1971)[66]
- Mi embajada en Londres durante la Guerra Civil Española (1976)[n. 5][64]
- En defensa de la República (2010, editado por Ángel Viñas)[67]